# 味多美

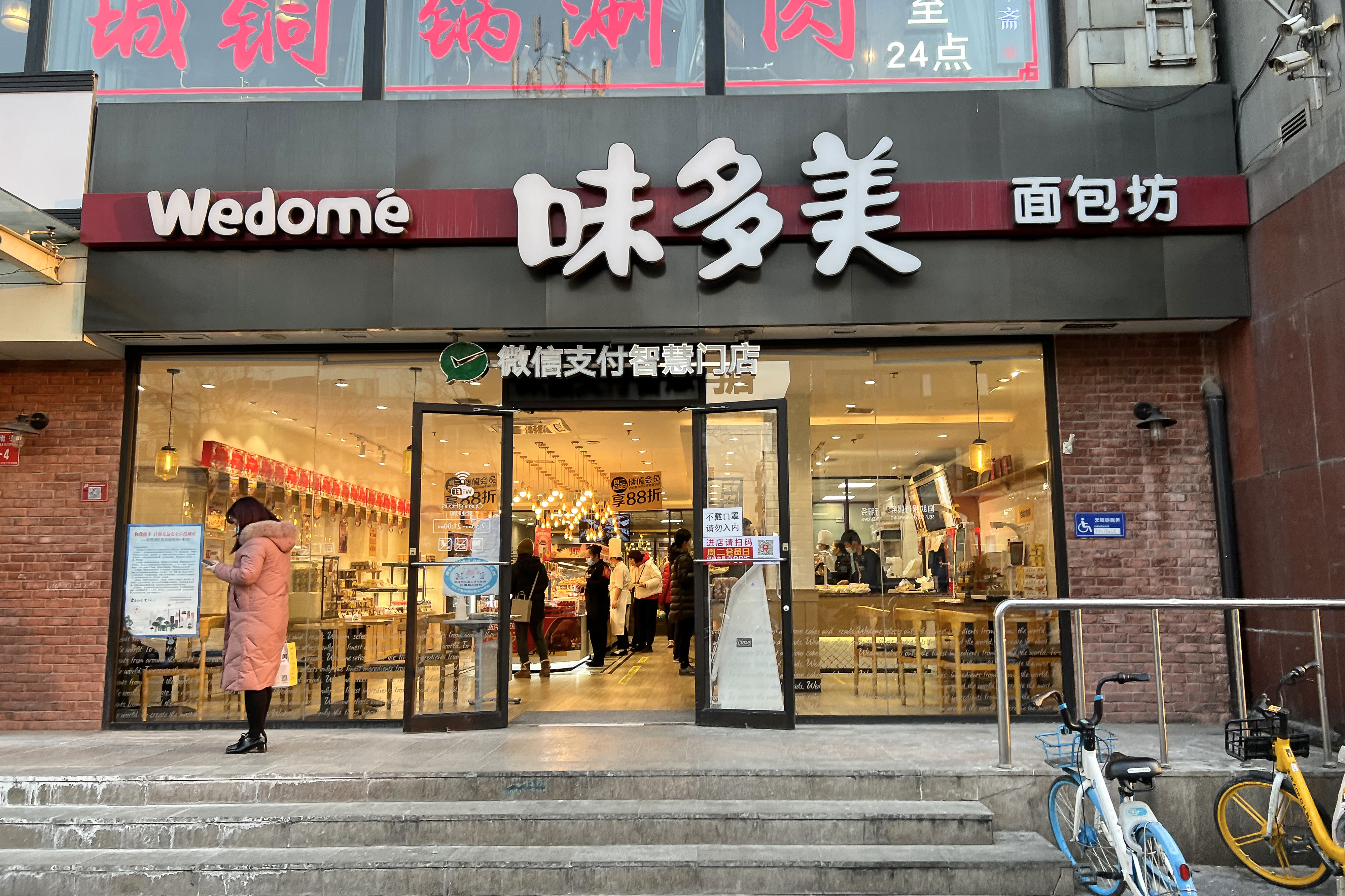
味多美北京月坛南街分店

味多美，全称北京味多美食品有限责任公司，是一家總部在北京的面包坊，经营各种烘培产品。

## 历史
味多美公司于1996年在北京成立，主要经营生日蛋糕、面包、中秋月饼等。2001年、2002年公司连续两年被评为“全国十佳饼店”；2002年被评为中国月饼节“质量信誉产品”。2010年公司进入上海，并推出蛋糕外卖。
2015年，味多美表示暂不考虑上市。

## 争议事件

### 商标争夺战
2019年10月，浙江大好大于该年宣布启用“味多美”商标。但北京味多美已使用该商标多年，有专家指出浙江大好大的注册或将被判无效。